# Американский олимпийский отбор по кёрлингу
Американский олимпийский отбор по кёрлингу (англ. United States Olympic Curling Trials) — турнир по кёрлингу, проводимый между американскими командами раз в четыре года, в год, предшествующий году проведения очередных зимних Олимпийских игр, как для мужских, так и для женских команд.
Победители турнира — лучшая мужская и женская команды — получают право представлять США как её мужская и женская сборные на зимних Олимпийских играх.
Проводится с 1997. Также турнир проводился перед зимними Олимпийскими играми 1988, где кёрлинг был представлен как демонстрационный вид спорта. Перед зимними Олимпийскими играми 1992, где кёрлинг был также демонстрационным видом спорта, турнир проводился только среди мужских команд, потому что женская кёрлинг-команда США на зимнюю Олимпиаду 1992 не ездила.
С 2017 года проводится также олимпийский отбор среди смешанных пар.

## Годы, города проведения и призёры
Скипы выделены полужирным шрифтом

### Мужчины
| Год  | Город (штат)            | Чемпион                                                                                        | Серебряный призёр                                                                              | Бронзовый призёр                                                             | Место, занятое командой США на Олимпиаде |
| ---- | ----------------------- | ---------------------------------------------------------------------------------------------- | ---------------------------------------------------------------------------------------------- | ---------------------------------------------------------------------------- | ---------------------------------------- |
| 1987 | Сент-Пол (Миннесота)    | Боб Николс, Бад Сомервилл, Том Локен, Боб Кристман                                             | нет данных                                                                                     | нет данных                                                                   | 4                                        |
| 1991 | Хиббинг (Миннесота)     | Тим Сомервилл, Майк Страм, Бад Сомервилл, Билл Страм                                           | нет данных                                                                                     | нет данных                                                                   | 3                                        |
| 1997 | Дулут (Миннесота)       | Тим Сомервилл, Майк Пеплински, Майлс Брандидж, Джон Гордон                                     | нет данных                                                                                     | нет данных                                                                   | 4                                        |
| 2001 | Огден (Юта)             | Тим Сомервилл, Майк Шнеебергер, Майлс Брандидж, Джон Гордон, тренер: Бад Сомервилл             | Крейг Браун, Райан Куинн, Джон Брант, Джон Данлоп, тренер: Стив Браун                          | Скотт Бэрд, Matt Stevens, Cody Stevens, Филл Дробник, запасной: Randy Baird  | 7                                        |
| 2005 | McFarland (Висконсин)   | Пит Фенсон, Шон Рожески, Джозеф Поло, Джон Шустер, запасной: Скотт Бэрд, тренер: Роберт Фенсон | Крейг Браун, Matt Stevens, Джон Данлоп, Cody Stevens, запасной: Bob Liapis, тренер: Стив Браун | Брэйди Кларк, Грег Персингер, Колин Хафман, Кен Траск, запасной: Даг Кауфман | 3                                        |
| 2009 | Брумфилд (Колорадо)     | Джон Шустер, Джейсон Смит, Джефф Айзексон, Джон Бентон, запасной: Ryan Lemke                   | Тайлер Джордж, Kris Perkovich, Марк Халупцок, Kevin Johnson                                    | Тодд Бирр, Пол Пустовар, Грег Уилсон, Кевин Бирр                             | 8                                        |
| 2013 | Фарго (Северная Дакота) | Джон Шустер, Джефф Айзексон, Джаред Зезел, Джон Лендстейнер, тренер: Tim Muller                | Пит Фенсон, Шон Рожески, Джозеф Поло, Райан Брант                                              | Хит Маккормик, Билл Стопера, Мартин Сатер, Дин Геммелл                       | 9                                        |
| 2017 | Омаха (Небраска)        | Джон Шустер, Тайлер Джордж, Мэтт Хэмилтон, Джон Лендстейнер, запасной: Джозеф Поло             | Хит Маккормик, Крис Плайс, Кори Дропкин, Томас Хауэлл, запасной: Рич Руохонен                  | Тодд Бирр, Джон Бентон, Hunter Clawson, Tom O'Connor                         | 1                                        |

### Женщины
| Год  | Город (штат)            | Чемпион                                                                                         | Серебряный призёр                                                                              | Бронзовый призёр                                                                       | Место, занятое командой США на Олимпиаде                                               |
| ---- | ----------------------- | ----------------------------------------------------------------------------------------------- | ---------------------------------------------------------------------------------------------- | -------------------------------------------------------------------------------------- | -------------------------------------------------------------------------------------- |
| 1987 | Сент-Пол (Миннесота)    | Лиза Шёнеберг, Карла Каспер, Лори Маунтфорд, Эрика Браун                                        | нет данных                                                                                     | нет данных                                                                             | 5                                                                                      |
| 1991 | Хиббинг (Миннесота)     | Женская команда США по кёрлингу в зимней Олимпиаде 1992 не участвовала, отбора не было          | Женская команда США по кёрлингу в зимней Олимпиаде 1992 не участвовала, отбора не было         | Женская команда США по кёрлингу в зимней Олимпиаде 1992 не участвовала, отбора не было | Женская команда США по кёрлингу в зимней Олимпиаде 1992 не участвовала, отбора не было |
| 1997 | Дулут (Миннесота)       | Лиза Шёнеберг, Эрика Браун, Дебби Генри, Лори Маунтфорд                                         | нет данных                                                                                     | нет данных                                                                             | 5                                                                                      |
| 2001 | Огден (Юта)             | Кари Эриксон, Дебби Маккормик, Стейси Лиапис, Энн Суиссхелм, запасная: Джони Коттен             | Патти Ланк, Эрика Браун, Эллисон Поттинджер, Трейси Сэчен, тренер: Бев Бенке                   | Касси Джонсон, Джейми Джонсон, Hope Schmitt, Teresa Bahr Oberstein                     | 4                                                                                      |
| 2005 | McFarland (Висконсин)   | Касси Джонсон, Джейми Джонсон, Джессика Шульц, Морин Брант, тренер: Neil Doese                  | Дебби Маккормик, Эллисон Поттинджер, Энн Суиссхелм Сильвер, Трейси Сэчен, тренер: Джони Коттен | Патти Ланк, Эрика Браун, Николь Джоренстед, Натали Николсон, тренер: Мэтт Хэймс        | 8                                                                                      |
| 2009 | Брумфилд (Колорадо)     | Дебби Маккормик, Эллисон Поттинджер, Николь Джоренстед, Натали Николсон, запасная: Трейси Сэчен | Патти Ланк, Кейтлин Маролдо, Энн Суиссхелм, Chrissy Haase                                      | Эми Райт, Кортни Джордж, Jordan Moulton, Patti Luke                                    | 10                                                                                     |
| 2013 | Фарго (Северная Дакота) | Эрика Браун, Дебби Маккормик, Джессика Шульц, Энн Суиссхелм                                     | Эллисон Поттинджер, Николь Джоренстед, Натали Николсон, Табита Питерсон                        | Кортни Джордж, Эйлин Сормунен, Amanda McLean, Моника Уокер, запасная: Jordan Moulton   | 10                                                                                     |
| 2017 | Омаха (Небраска)        | Нина Рот, Табита Питерсон, Эйлин Гевинг, Бекка Хэмилтон                                         | Джейми Синклер, Александра Карлсон, Вики Персингер, Моника Уокер                               | Кори Кристенсен, Сара Андерсон, Тейлор Андерсон, Дженна Мартин                         | 8                                                                                      |

### Смешанные пары
Составы указаны в порядке «женщина, мужчина»
| Год  | Город (штат)      | Чемпион                       | Серебряный призёр            | Бронзовый призёр              | Место, занятое командой США на Олимпиаде |
| ---- | ----------------- | ----------------------------- | ---------------------------- | ----------------------------- | ---------------------------------------- |
| 2017 | Блейн (Миннесота) | Бекка Хэмилтон, Мэтт Хэмилтон | Кори Кристенсен, Джон Шустер | Вики Персинджер, Джаред Зезел | 6                                        |
| 2021 | Эвлет (Миннесота) | Вики Персинджер, Крис Плайс   | Джейми Синклер, Рич Руохонен | Сара Андерсон, Кори Дропкин   | 8                                        |